# سد الفارع
سد الفارع هو سد خرساني في المملكة العربية السعودية افتتح في عام 1982 ويقع في منطقة المدينة المنورة. الغرض الرئيسي من السد هو التحكم في الفيضانات ودرء مخاطر السيول.

## الخصائص
أنشئ سد الفارع من نوع خرساني من أجل تأمين مياه الشرب والري والاستفادة من موارد المياه في الوادي، وقد بلغ طول السد 165 مترًا بارتفاع بلغ 13 مترًا، يبلغ سعة تخزين السد 921,400 متر مكعب. يستوعب السد المياه القادمة من الأودية القريبة منه والسيول من وادي العطشان ووادي المنشار من أعالي الجبال ومن أقصى الحرة.

## الموقع
يقع السد بالقرب من قرية الفقير على وادي الفُرُع أحد أشهر أودية شبه الجزيرة العربية، يقع في جنوب المدينة المنورة ويبعد عن المدينة 110 كم جنوباً على الطريق السريع بين مكة المكرمة والمدينة المنورة، يمتد عبر مساحة طولها يزيد عن سبعين كيلو متر وهو واد بين جبال شاهقة.

## وصلات خارجية
- سد وادي الفرع - سيل 5-1-1434هـ على يوتيوب
- سد وادي الفرع على يوتيوب